# 格倫伍德 (北卡羅萊納州)
格倫伍德（英語：Glenwood）是位於美國北卡羅萊納州麥克道威縣的普查規定居民點。

## 人口
根據2020年美國人口普查的數據，格倫伍德的面積為4.21平方千米，當中陸地面積為4.18平方千米，而水域面積為0.03平方千米。當地共有人口501人，而人口密度為每平方千米119人。